# John Ralston
John Ralston (Miramichi, Nuevo Brunswick, 9 de octubre de 1964) es un actor de televisión canadiense, conocido por su papel de George Venturi en la serie de televisión Life with Derek. 

## Vida
Ralston nació en Miramichi, Nuevo Brunswick.Creció en Fredericton y St. Andrews, Nuevo Brunswick. Recibió una licenciatura en Educación (Literatura y Antropología) de la Universidad de Nuevo Brunswick. Se interesó en la actuación mientras estudiaba para obtener un diploma en estudios de jazz en la Universidad St. Francis Xavier en Nueva Escocia.
Ralston vive en Toronto, Canadá. Tiene un hijo llamado Stuart, quien es más conocido como la voz original de Rocky en la serie de televisión PAW Patrol y como la segunda voz de O the Owl en Daniel Tiger's Neighborhood.

## Trayectoria artística
Los papeles más notables de Ralston son los de George Venturi en Life with Derek y su papel como Mr. Avenir en Strange Days at Blake Holsey High. También fue el protagonista de la serie Living in Your Car de HBO Canadá (2010-2012).
Anteriormente en su carrera, Ralston fue visto en el escenario de Toronto en una producción de Risk Everything de George F. Walker en 1998.
En 2006 y 2007, apareció en comerciales de camioneta Toyota Tundra que se transmitieron en Canadá y protagonizó a Ming el Despiadado en la serie original de Sci-Fi Channel de 2007, Flash Gordon. En 2008 estuvo en la película de Lifetime A Near Death Experience.
En julio de 2013, Ralston apareció en Degrassi, en su temporada 13 como Miles Hollingsworth II, un papel que continuó hasta su temporada 14 y final. Ralston repitió este papel en la serie de seguimiento, Degrassi: Next Class. En 2015, coprotagonizó como el hermano distanciado de Jean-Claude Van Damme en la película, Pound of Flesh.

### Series de TV
- Deep in the City-  (1999-2001)
- Adventure Inc. (2002) ... Professor Halpern
- Queer as Folk (2002) ... Reverend Tom Butterfield
- Blue Murder (2003) ... Phil Green
- Jinnah - On Crime: White Knight, Black Widow (2003) ... Neil Thompson
- Crust (2003) ... Father/Narrador
- Defending Our Kids: The Julie Posey Story (2003) ... Steve 42
- Hurt (2003) ... Stevie's Dad
- Another Country (2003) ... Lloyd Chandler
- Irish Eyes (2004) ... Paul Keaton
- Brave New Girl (2004) ... Jason Sloan
- The Cradle Will Fall (2004) ... Dr. Richard Carroll
- The Jane Show (2004) ... Cary
- Life with Derek (2005-2009) ... George Venturi
  - Vacaciones con Derek (2010), (La Película) ... George Venturi
- Strange Days at Blake Holsey High (2005-2006) ... Jack Avenir
- This Is Wonderland (2005) ... Len Taft
- Wild Card (2005) ... Dr. Kadar
- The Eleventh Hour (2005) ... Nathan Halpern
- Mutant X  (2005) ... Carl
- Angela's Eyes (2006) ...  Ed Mulhall
- Angela's Eyes (2006) ... Ed Mulhall
- Instant Star (2006); Don
- The Path to 9/11 (2006);-  Flight SchoolTeacher
- Earthstorm (2006) ... Gareth
- The Velvet Devil (2006) ... Jake
- Demons from Her Past (2006) ... Quentin
- Flash Gordon ... (2007)
- Ming the Merciless ... (2007)
- KAW (2007) ... Oskar
- Voces ... Dr. William Shaw
- Living in Your Car (2010) ... Steve Unger